# Эгитогнатизм
Эгитогнатизм (от греч. aigithos — коноплянка, gnathos — челюсть) — характерный для воробьиных тип строения черепа, при котором нёбные отростки челюстных костей, разрастаясь и частью покрывая передний конец сошника снизу, не срастаются ни между собой, ни с последним. Сошник широкий и спереди не заострён.